# Club Alès en Cévennes volley-ball
Maillots
Le Club Alès en Cévennes Volley-Ball est un club français de volley-ball, fondé en 1982 par Jacques Jourdanney. Basé à Alès (Gard), le club avait une première vocation, en animant son quartier : CAQ, Club d'Animation de Quartier. C'est par la suite, que la dénomination connue du club, prendra forme. Au terme de la saison 2007-2008, le club gardois accède à la Pro A (plus haut niveau national), auréolé d'un titre de champion de France.
En 2017, et à la suite de nombreuses difficultés financières, la liquidation du club est prononcée, décision que l'équipe dirigeante accepte.

## Historique
- 1982 : fondation du club en septembre, par Jean-Claude Rivière, sous le nom de Club d'Animation des Quartiers d'Alès
- 1992 : le club accède à la Nationale 3
- 1996 : le club accède à la Nationale 2
- 1997 : en juin, le club change de nom et devient le Club Alès en Cévennes Volley-Ball
- 2001 : vice-champion de France de Nationale 2 et accession à la Nationale 1
- 2003 : vice-champion de France de Nationale 1 et accession à la Pro B
- 2008 : champion de France Pro B, accession directe en Pro A.

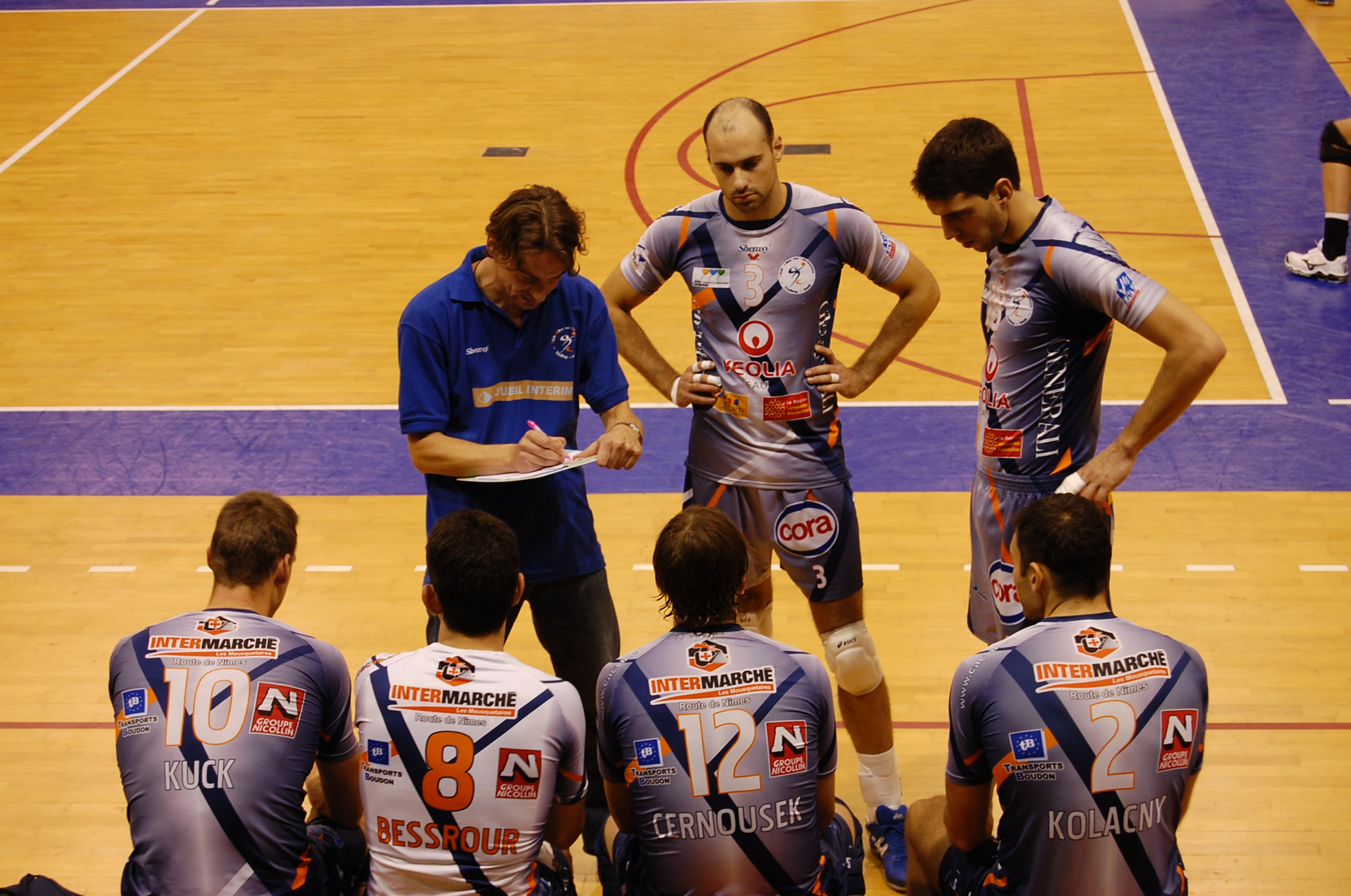
Équipe d'Alès lors d'un temps mort du match Paris volley - Alès lors de la saison 2009/2010

- 2015 : rétrogradation administrative en Élite 1 due à des problèmes financiers.

## Palmarès
- Championnat de France Pro B (1)
  - Vainqueur : 2008

## Effectifs

### Saison 2013-2014 (Ligue B)
| No                            | Nom                           | Date de naissance             | Taille                       | Poids                        | Poste                        |
| ----------------------------- | ----------------------------- | ----------------------------- | ---------------------------- | ---------------------------- | ---------------------------- |
| 1                             | Jean-François Pérez           | 7 décembre 1980               | 204                          |                              | Central                      |
| 2                             | Wilson Bono                   | 25 mai 1991                   | 203                          |                              | Central                      |
| 3                             | Yann Ganga                    | 12 janvier 1992               | 185                          |                              | Attaquant                    |
| 4                             | Julien Anton                  | 27 mai 1986                   | 193                          | 89                           | Réceptionneur-attaquant      |
| 5                             | Charley Amsellem              | 27 mai 1986                   | 193                          |                              | Réceptionneur-attaquant      |
| 7                             | Benjamin Coste                | 19 juin 1996                  | 196                          | 85                           | Central                      |
| 8                             | Jérémy Doki-Thonon            | 10 janvier 1996               | 187                          |                              | Passeur                      |
| 9                             | Adrien Prével                 | 23 juillet 1986               | 196                          |                              | Réceptionneur-attaquant      |
| 10                            | Mykhailo Kukhar               | 30 juin 1980                  | 208                          |                              | Central                      |
| 11                            | Stéphane Baleinier            | 4 septembre 1991              | 190                          |                              | Passeur                      |
| 12                            | Jérôme Clère                  | 2 août 1990                   | 195                          |                              | Réceptionneur-attaquant      |
| 13                            | Clément Turpin                | 22 août 1996                  | 185                          |                              | Attaquant                    |
| 14                            | Benjamin Niewada              | 28 juillet 1995               | 188                          |                              | Réceptionneur-attaquant      |
| 15                            | Benjamin Amsellem             | 15 novembre 1982              | 198                          |                              | Libero                       |
| 16                            | Rémy Beaume                   | 1er mai 1993                  | 190                          |                              | Central                      |
| 17                            | Andrej Patúc                  | 30 décembre 1984              | 202                          |                              | Réceptionneur-attaquant      |
| 18                            | Benjamin Le Prado             | 26 janvier 1993               | 196                          |                              | Attaquant                    |
|                               |                               |                               |                              |                              |                              |
| Encadrement technique         | Encadrement technique         |                               | Légende                      | Légende                      | Légende                      |
| Entraîneur : Mickaël Blondeau | Entraîneur : Mickaël Blondeau | Entraîneur : Mickaël Blondeau | : Capitaine                  | : Capitaine                  | : Capitaine                  |
| Entraîneur(s) adjoint(s) :    | Entraîneur(s) adjoint(s) :    | Entraîneur(s) adjoint(s) :    | : Joueur blessé actuellement | : Joueur blessé actuellement | : Joueur blessé actuellement |

| Équipe type : Club Alès en Cévennes volley-ball                                                                    |
| \| Baleinier · # 11 C. Amsellem · # 5 Pérez · # 1 Le Prado · # 18 Patúc · # 17 Kukhar · # 10 B. Amsellem · # 15 \| |
| Baleinier · # 11 C. Amsellem · # 5 Pérez · # 1 Le Prado · # 18 Patúc · # 17 Kukhar · # 10 B. Amsellem · # 15       |

| Baleinier · # 11 C. Amsellem · # 5 Pérez · # 1 Le Prado · # 18 Patúc · # 17 Kukhar · # 10 B. Amsellem · # 15 |

## Entraîneurs
- 2008-2012 :  Luc Marquet
- 2012-février 2013 :  Elie Merheb
- Février 2013-2014 :  Mickaël Blondeau
- 2014-2016 :  Ratko Peris
- Octobre 2016-2017 :  Luc Marquet

## Historique des logos

Logo de 2001 à 2013
Logo depuis 2013